# Łódź Radogoszcz Wschód
Łódź Radogoszcz Wschód – przystanek osobowy położony w Łodzi, w rejonie ul. Kreciej, na linii kolejowej nr 16 pomiędzy przystankiem Łódź Arturówek i stacją Zgierz. PKP Polskie Linie Kolejowe podpisały 27 grudnia 2018 r. umowę na opracowanie projektu i wykonanie robót budowlanych. 14 marca 2021 r. przystanek oddano do użytku.

## Ruch pasażerski
| Rok  | Wymiana pasażerska na dobę |
| ---- | -------------------------- |
| 2017 | –                          |
| 2022 | 200-299                    |